# Josip Lucić
Josip Lucić, hrvaški general, * 26. april 1957.

## Življenje
Leta 1990 se je prostovoljno javil v sestavo notranjega ministrstva Hrvaške; sprva je bil namestnik poveljnika in nato poveljnik specialnega bataljona Rakitje.
Naslednje leto je postal poveljnik 1. gardne brigade in še isto leto je postal pomočnik načelnika Generalštaba Oboroženih sil Republike Hrvaške za kopensko vojsko.
Leta 1992 je bil poveljnik Zbornega področja Osijek. 
Nato pa je bil premeščen v Generalštab Oboroženih sil Republike Hrvaške: pomočnik ministra in načelnik Personalne uprave MORH (1992), glavni inšpektor v Glavnem inšpektoratu MORH (1992-96), poveljnik Hrvaškega vojaškega učilišča (1996-2000), namestnik načelnika Generalštaba Oboroženih sil Republike Hrvaške (2000-03) in načelnik Generalštaba Oboroženih sil Republike Hrvaške (16. januar 2003-16. januar 2008) in (28. februar 2008-1. marec 2011).
Med drugimi funkcijami, ki jih je opravljal, so bile:
- poslanec v Saboru (1992-96),
- član Sveta za obrambo in narodno varnost,
- član Vojaškega sveta,
- predsednik Višjega vojaškega sodišča.

## Odlikovanja
- Velered kralja Petra Krešimira IV. s Lentom i Danicom
- Red kneza Domagoja z ogrlicom
- Red Nikole Šubića Zrinskega
- Red bana Jelačića
- Red Ante Starčevića
- Red hrvatskog trolista
- Red hrvatskog pletera
- Legija za zasluge (ZDA)